# Columnea tomentulosa
Columnea tomentulosa är en tvåhjärtbladig växtart som beskrevs av Conrad Vernon Morton. Columnea tomentulosa ingår i släktet Columnea och familjen Gesneriaceae. Inga underarter finns listade i Catalogue of Life.